# 红石水库
红石水库位于中国吉林省桦甸市红石镇，丰满水库与白石水库之间，是以发电为主，兼有防洪、等功能的大（二）型水库。
红石水电站是松花江梯级开发的第三座水电站。